# Марк Бернз
Марк Бернз  (англ. Marc Burns, 7 січня 1983) — тринідадський легкоатлет, олімпійський медаліст.

## Виступи на Олімпіадах
| Олімпіада   | Дисципліна              | Місце          |
| ----------- | ----------------------- | -------------- |
| Сідней 2000 | естафета 4 x 100 метрів | 6 h2 r2/3      |
| Афіни 2004  | біг на 100 метрів       | участь h2 r1/4 |
| Афіни 2004  | естафета 4 x 100 метрів | 7              |
| Пекін 2008  | біг на 100 метрів       | 7              |
| Пекін 2008  | естафета 4 x 100 метрів | 2              |
| Лондон 2012 | естафета 4 x 100 метрів | 3              |